# Weltrangliste
Weltranglisten sind nach leistungs- und erfolgsbezogenen Kriterien sortierte, weltweite Listen von Personen oder Personengruppen, meist von Sportlern oder Sportmannschaften. Als Kriterien der Rangordnung werden meist Leistungen, Platzierungen oder Siege in internationalen Wettkämpfen und Turnieren herangezogen.
Die Kriterien können durch ein weltweit anerkanntes Gremium festgelegt werden, z. B. durch einen internationalen Sportverband. In der Auswertung werden oft nur die Leistungen aus einem bestimmten Zeitraum ausgewertet, z. B. die der vergangenen sechs Monate („Halbjahresranglisten“), zwölf Monate („Jahresranglisten“), oder auch vier Jahre (z. B. FIFA-Weltrangliste mit Gewichtung einzelner Jahre). Es gibt auch andere Varianten, z. B. Allzeit-Weltranglisten, die sich auf die gesamte Vergangenheit der betreffenden Wettbewerbe beziehen.
Lange Zeit gab es Weltranglisten nur in Individualsportarten. Die bekannteste ist wohl die Tennis-Weltrangliste, es gibt aber auch eine Golf-Weltrangliste, eine Badminton-Weltrangliste, und auch beim Boxen und beim Schachspiel (siehe Elo-Zahl) sind Weltranglisten seit langem bekannt. Auch für exotische Sportarten gibt es Weltranglisten, so etwa beim Poker, beim Headis, beim Tischeishockey und beim Domino. Inzwischen haben auch Mannschaftssportarten Weltranglisten, so der Fußball für Vereine (siehe IFFHS) und Nationalmannschaften.
Weltranglisten werden u. a. eingesetzt, um bei internationalen Wettbewerben die Start- oder Wettkampf-Reihenfolge zu bestimmen. Bei Fußball-Weltmeisterschaften wird die FIFA-Weltrangliste bei der Zusammensetzung der Gruppen berücksichtigt. Die Tennis-Weltrangliste dient als Grundlage für die Setzliste bei Turnieren. Von 1984 bis 2004 war die UCI-Weltrangliste maßgeblich für die Startplätze der Teams im Straßenradsport.